# Procyclopina maricopeba
Procyclopina maricopeba is een eenoogkreeftjessoort uit de familie van de Hemicyclopinidae. De wetenschappelijke naam van de soort is voor het eerst geldig gepubliceerd in 1995 door Lotufo.